# Тіц Михайло Дмитрович
Миха́йло Дми́трович Тіц (рос. Михаил Дмитриевич Тиц; 8 березня 1898, Санкт-Петербург —  12 жовтня 1978, Харків) —  український композитор, піаніст, музикознавець, педагог і професор (1935) Харківської консерваторії, музично-громадський діяч.

## Життєпис
Народився у Петербурзі, закінчив Харківський музично-драматичний інститут (1924, клас композиції С. Богатирьова, клас фортепіано П. Луценка), брав уроки з композиції у М. Мясковського і М. Жиляєва в Москві.  
З 1922 року — викладач Харківської консерваторії, професор (1935), зав. кафедри теорії музики і композиції (1943—1949, 1951—1957).  
Твори: опери «Перекоп» (1939), «Гайдамаки» (1940–1941, у співавторстві з Юлієм Мейтусом і Всеволодом Рибальченком); твори для фортепіано з оркестром (Поема-концерт. 1946). Камерна трилогія: «Драматична поема», «Лірична поема» та «Героїчна поема» (1937–1940); 2 сонати, 5 сонатин, поліфонічна сюїта (1956) для фортепіано; 2 струнні квартети (1949, 1956); хори, солоспіви, обробки народних пісень, музика до драматичних вистав. Підручна література: посібник гармонії (1953), «Про тематику і композиційну структуру муз. творів» (1958–1959), «Про сучасні проблеми теорії музики» (1976).
Серед учнів — Т. Кравцов, Л. Колодуб, М. Імханицький.